# 寵物登記晶片

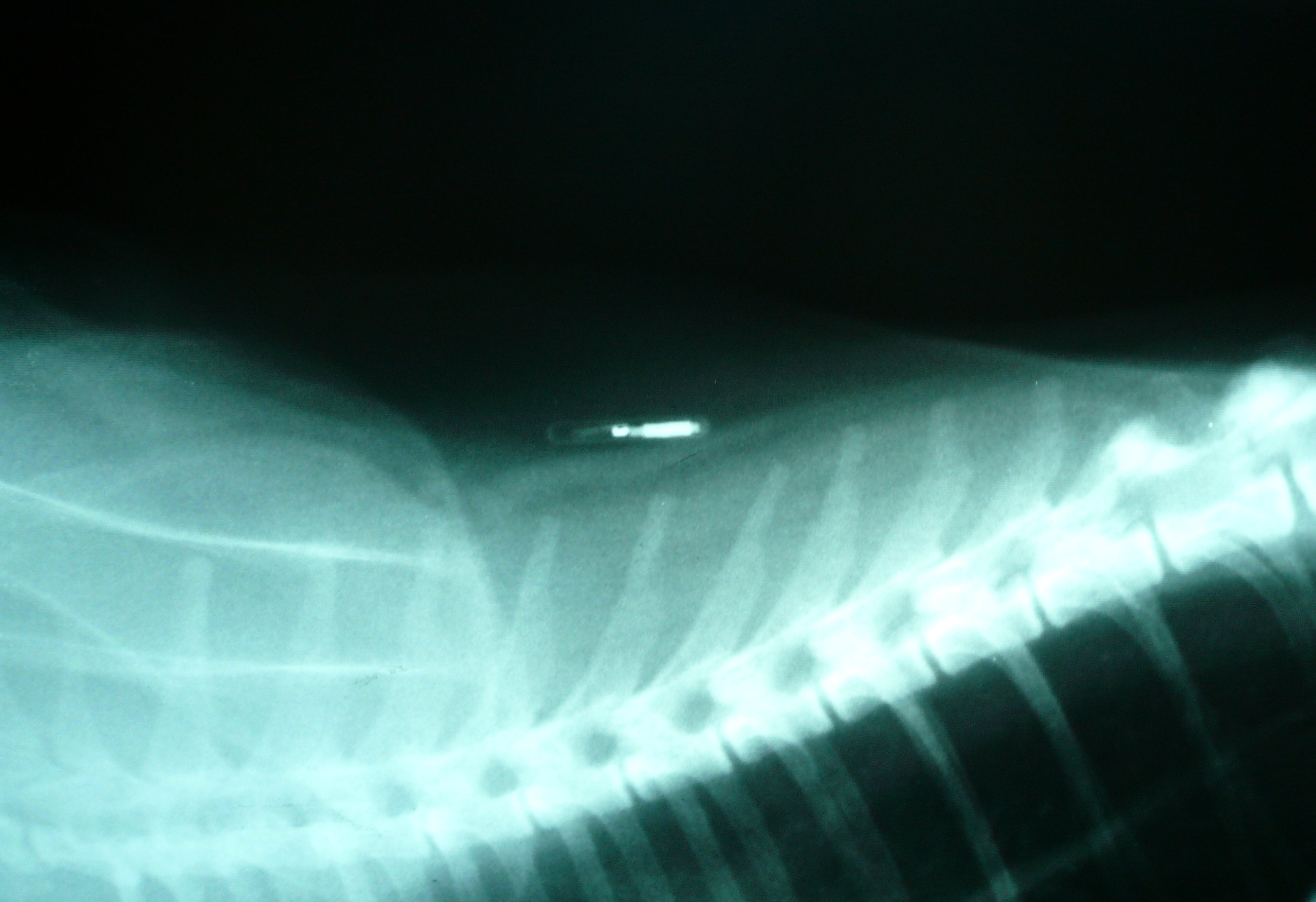
貓體內植入的晶片的 X 光影像

寵物登記晶片，簡稱寵物晶片，某些地方法例規定，寵物主人必須為其寵物交當局註冊登記，並在身體上植入身份資料的晶片，方便當局統一管理，防止動物不被遺棄等虐待，同時也作為防疫注射狂犬病疫苗等的識別。若違反當局法規者，或會被罰款，而有關寵物或會被誤會為流浪犬等被捕捉或人道毀滅。

## 比較
- GPS

## 外部參考
- 寵物登記晶片
- 動物登記晶片植入